# Parler gaga
Pour les articles homonymes, voir Gaga.

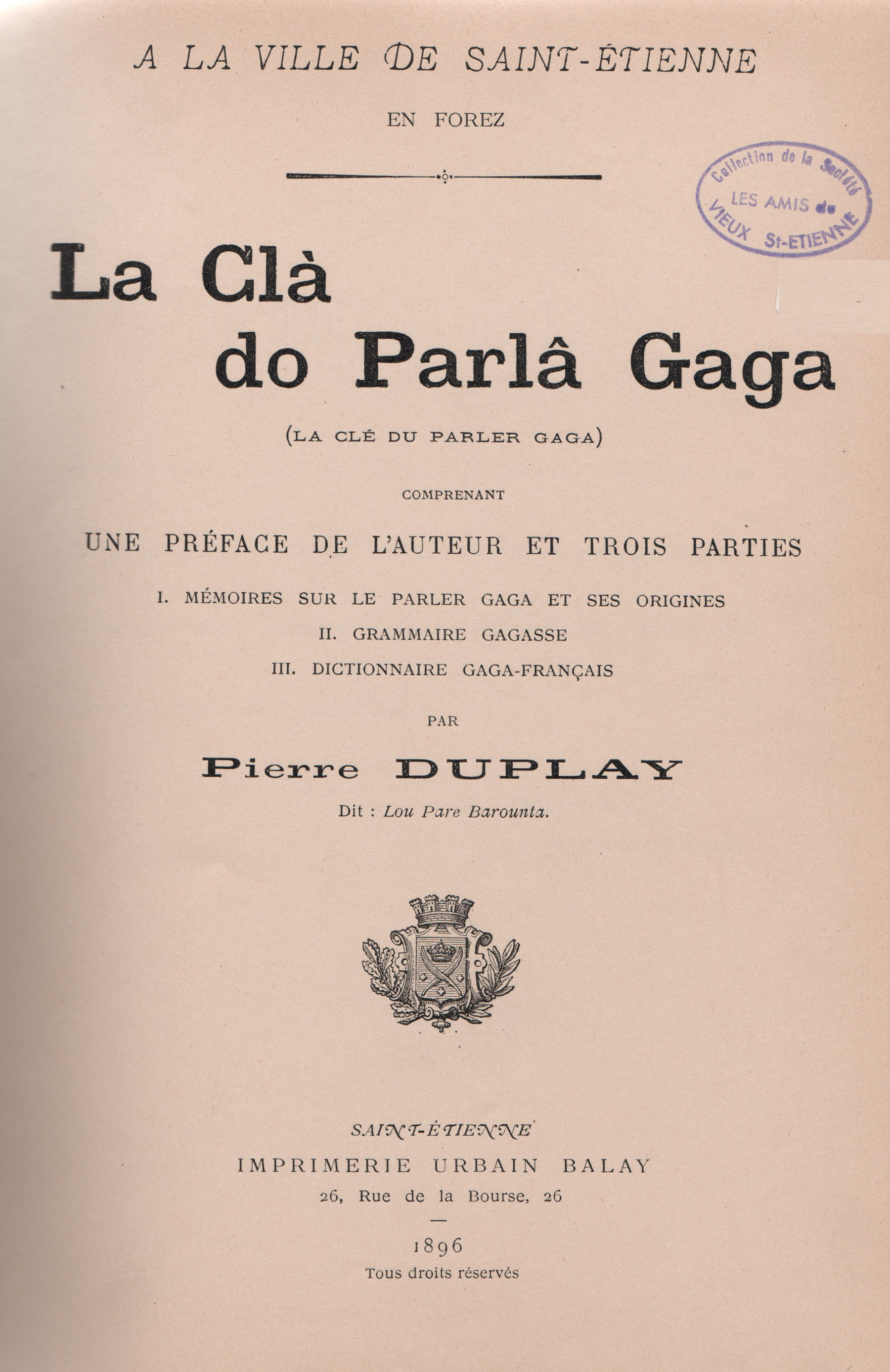
La Clà do Parlâ Gaga (La clé du parler gaga), dictionnaire gaga-français de Saint-Etienne, par Pierre Duplay, 1897

Le gaga ou parler stéphanois est la variante de français régional pratiquée dans la ville française de Saint-Étienne et dans sa région.
Selon les époques, le terme parler gaga recouvre des réalités différentes, suivant que l'on se réfère au parler francoprovençal ou arpitan de Saint-Étienne, dont les derniers écrits datent des années 1930, ou que l'on parle du français en usage dans cette ville et dans sa région. Beaucoup de Stéphanois ignorent qu'une autre langue que le français a été parlée dans leur ville jusque récemment et que les expressions savoureuses qu'ils appellent parler gaga en découlent en grande partie. Pourtant cette langue a même fait l'objet de dictionnaires et de grammaires comme on peut le voir en illustration. 
Aujourd'hui le terme parler gaga n'a plus que le sens du français régional local et c'est celui-ci qui fait l'objet du présent article.
Un certain nombre de termes prennent leur origine dans le passé industriel de la ville : la mine, la mécanique et le tissage, bien que ces activités appartiennent désormais davantage à l'histoire qu'au présent. Mais aussi dans les activités rurales des régions de polyculture maraîchère et d'élevage extensif comme le Forez, les Monts du Pilat. Plus loin, vers la région roannaise et les Monts du Roannais, ce parler perd de sa netteté.
Il est caractérisé principalement par :
- un ensemble de réalisations phonétiques (prononciation) qui constituent l'accent stéphanois ;
- un lexique spécifique, dont des exemples sont donnés ci-dessous ;
- des particularités grammaticales communes avec le français familier standard : par exemple pour le comparatif de l'adjectif, l'adverbe mieux à la place de plus (mieux grand au lieu de plus grand) ;
- des expressions idiomatiques originales, dont des exemples sont donnés ci-dessous ;
- quelques structures syntaxiques, différentes de celles qui sont répandues dans le reste du domaine francophone : par exemple le marqueur restrictif que employé en fin de proposition pour signifier « seulement » ou « à l'instant » (« je commence que » : « je viens de commencer », ils regardent que : « ils ne font que regarder ») ou l'usage particulièrement fréquent du passé surcomposé).

En 2007, à l'occasion de la publication d'une traduction des Aventures de Tintin en arpitan (orthographe de référence B), le musée du vieux Saint-Étienne a monté une exposition intitulée « Tintin parle gaga ».
Aujourd'hui, la fierté stéphanoise fait renaître certains termes de gaga, que l'on peut retrouver au quotidien dans le centre-ville de Saint-Étienne : Ainsi, on fait de la Pampille un chanteur, un restaurant, ou des t-shirts, on entend fréquemment des gens s'appeler « Mon Belet », on fait une bière de la Manu, la Gambelle, etc.

## Prononciation et tonalité
- Les « a » se prononcent soit antérieur /ɑ/, comme le « â » de « pâte » (« moi », « ça », se prononcent /mwɑ/ /sɑ/), ou s'articulent /æ/ quand ils sont suivis d'un r (il est tard : /il ɛ tær/). Dans cette position, les « en » se prononcent également /æ/ (« genre ») ;
- Les « eu » se prononcent également tous fermés /ø/, comme dans « peu » : ainsi « jeune » se prononce comme « jeûne » /ʒøn/ ;
- Les « e » au milieu des mots sont souvent muets. Cette tendance du français populaire est particulièrement poussée dans la région. Par exemple, « atelier » se prononce « at'lier ». De même, « cette maison » sera prononcé « c'te maison » (prononciation répandue dans tout le nord de la France). Le « a » peut également être élidé, dans les « cas extrêmes » : « Saint-Ch'mond » pour « Saint-Chamond » ville voisine de Saint-Étienne ;
- les « é » des participes passés sont fréquemment élidés ; par exemple « il est tout trempe », ce qui constitue un adjectif verbal ;
- Le « c » est parfois remplacé par un « g » lorsqu'il est suivi d'un « l », par exemple Claude, Claudius, Claudette, deviennent : le Glaude, le Glaudius, la Glaudette dans les zones rurales particulièrement ;
- La suite de son [waj] est souvent remplacée par [oj] (« ôï »)  comme : « vous [vo.je] » (au lieu de « vous voyez » /vu.vwa.je/), « vous [kʁo.je] » (au lieu de « vous croyez » /vu.kʁwa.je/) ;
- Les nasales sont diphtonguées ; /ɔ̃/ devient par exemple /ə̃ɔ̃/.

## Histoire du gaga
Le gaga, quelquefois écrit gagat, a été non seulement un parler, mais aussi, au 19e siècle, une représentation mythique d'une sorte d'élite stéphanoise fantasmée. Jules Janin, un académicien né à Saint-Étienne, le décrit comme un descendant direct des gaulois et des forgerons, et par là, toujours selon lui, des cyclopes. Pierre Auguste Callet, un député de Saint-Étienne, a écrit une "étude" prouvant l'origine gauloise des gagas. Un gaga, par son corps et son esprit, représente l'ouvrier stéphanois authentique. C'est ainsi qu'un critique des statues personnalisant les métiers industriels posées devant l'hôtel de ville de Saint-Étienne a pu regretter qu'elles ne correspondent pas au « portrait idéal d'un Gaga pour sang »,.

## Parler gaga et patois dans la littérature

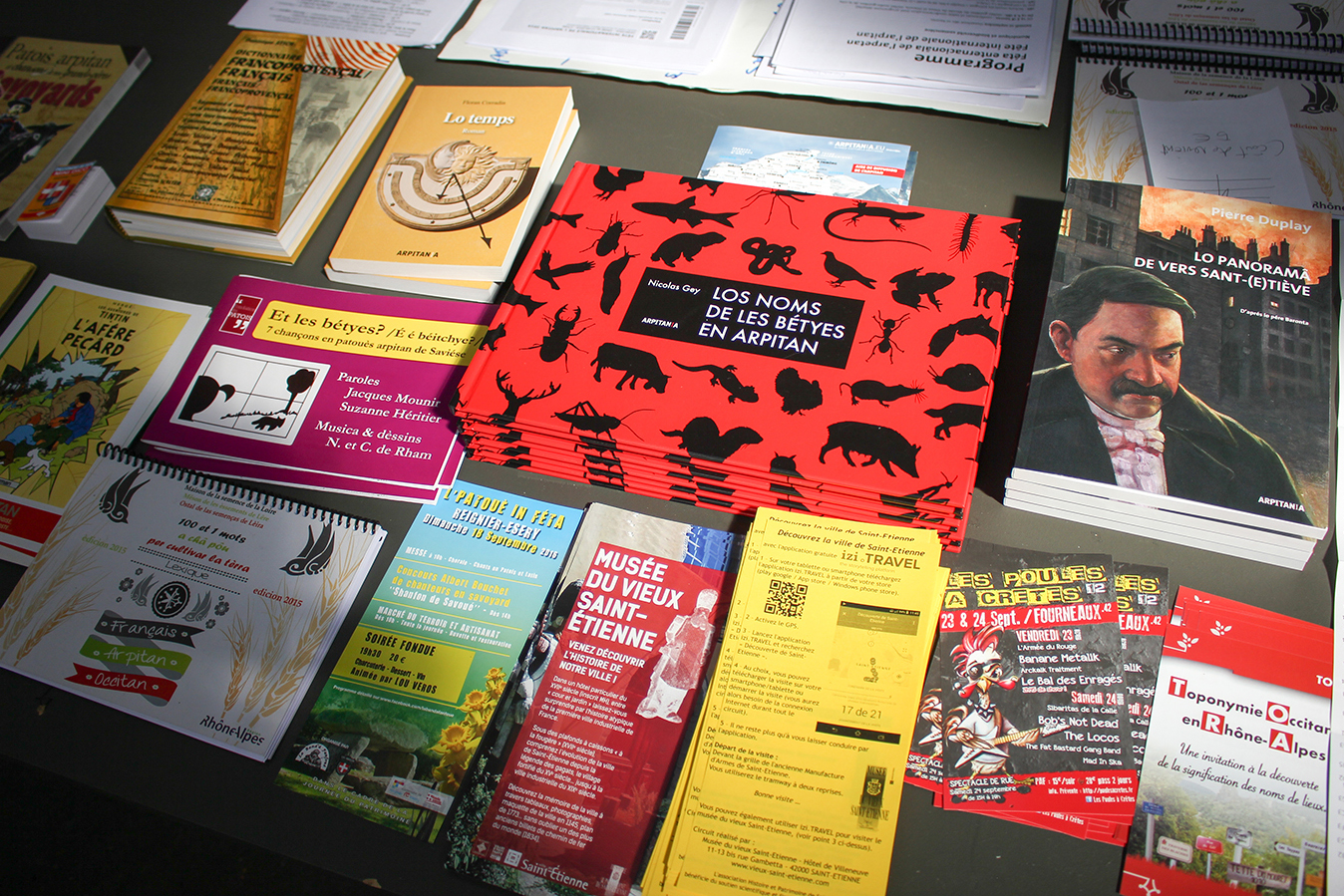
À droite, Lo Panoramâ de vers Sant-(E)tiève, réédition (2016) du livre écrit en arpitan stéphanois par Pierre Duplay en 1882.

Très tôt, des documentalistes et des historiens se sont intéressés à cette langue particulière. Dès 1863, Louis-Pierre Legras, publiait un Dictionnaire du patois forézien, suivi en 1896 par Pierre Duplay de La Clé du parler gaga. 

Le patois était soit un trésor linguistique peu apprécié d'après l'abbé Grégoire qui trouvait que : 

« Il n'y a plus de provinces, et il y a encore trente patois qui en rappellent les noms ! (...) La langue politique n'existe pas en patois ! Nous avouons ne pas le regretter beaucoup (...) La pauvreté des patois resserre l'esprit, nuit à la propagation des lumières et conserve les superstitions. »

 Soit au contraire très prisé selon Charles Nodier :

« C'est une étrange destinée que celle du patois, cette belle langue rustique, mère indignement rebutée de nos langues urbaines et civilisées, que ses filles ingrates désavouent et qu'elles vont persécuter jusque sous le chaume, tant elles craignent, dans l'éclat de leur prospérité usurpée, qu'il ne reste quelque part des traces de leur roture. »

Dans l'introduction à son dictionnaire, Louis-Pierre Gras donne une amusante définition des pédants :

« Que les pédants sourient et continuent de railler les patois. Savez-vous comment on nomme chez nous ces gens qui dédaignent le langage et la condition de leurs pères, et ne sachant ni patois ni français, parlent meta-Dio mela-Diablou (moitié dieu, moitié diable) ? On les nomme des recoupés. Et quand ils viennent, sous la noire cheminée où leur mère suspendait leur berceau, raconter à des auditeurs ébahis les merveilleuses aventures de leurs voyages ou leurs hâbleries philosophiques, les bons vieux paysans secouent la tête d'un air de doute et murmurent avec une malicieuse bonhommie. »

## Parler gaga et parler lyonnais
Le gaga et le parler lyonnais ont beaucoup de mots en commun qu'il convient de signaler dans le dictionnaire gaga. Ainsi, selon le glossaire extrait de la Grand'Côte au Gourguillon (Contes lyonnais des autrefois), on retrouve en lyonnais, entre autres, les mots suivants :
- Ablager : accabler.
- Abouser (s') : tomber.
- Appeger : donner un coup.
- Apincher : voir, guetter, épier.
- Arraper : adhérer.
- Babet : pomme de pin.
- Badabet ou Badabeu : niais, un peu attardé mental (le second est plus rustre).
- Barla : « un temps tout barla » pas beau, temps tout bizarre, météo changeante.
- Baraban : jeune pousse de pissenlit que l'on mange en salade.
- Bassouille : « être une bassouille » quelqu'un (en général un enfant) qui aime jouer avec/dans l'eau.
- Bazut : bête, idiot.
- Berchu : à qui il manque une ou plusieurs dents de devant.
- Beauseigne, bichette, bissignette : exclamation exprimant la pitié ou, le plus souvent une tendre sympathie.
- Bisangoin (de) : de travers.
- Boge : sac de toile grossière, cartable.
- Broger : réfléchir, penser, ressasser des idées noires.
- Bronquer : cogner.
- Bugne : petit gâteau frit préparé pour le carnaval.
- Caboche (la) : tête.
- Cafi : plein.
- Cacasson (à) : accroupi.
- Cafuron : petite fenêtre, lucarne.
- Caisse : « être en caisse » être en arrêt maladie.
- Cenpotte : tonneau contenant de cent à cent-vingt litres.
- Coufle : rassasié, repu.
- Cuchon : amas, beaucoup.
- Cuche : diphtongue de cuchon exprimant la sensation de satiété gustative.
- Crainteux : celui qui craint, qui a peur de.
- Démachurer : dénoircir.
- Débarouler : dégringoler « il a débaroulé les escaliers ».
- Déchasser : faire tremper le linge neuf pour en retirer l'apprêt.
- Ébarioles : vertige.
- Ébravager (s') : s'effaroucher.
- Écouaté : cassé en petits morceaux.
- Egraillassé : se dit d'une personne ébouriffée, à l'aspect désordonné. « Il est tout égraillassé ».
- Émaseler (s') : écorcher « Fouilla ! Il s'est tout émaselé ».
- Encarfourner : se trouver ratatiné dans un espace réduit de manière inconvenante.
- Fouilla ! : exclamation polysémique pouvant marquer la surprise, l'admiration ou encore la moquerie.
- Galiplés : coteaux sauvages, prés herbeux en pente sur les flancs d'un ruisseau encaissé.
- Gandot : boîte de métal dans laquelle les mineurs rangeaient leur repas pour le garder au chaud.
- Gandous : éboueurs.
- Gandouse (la) : déchèterie, décharge.
- Garagnas : gamin chahuteur.
- Gaté : câlin.
- Guibolle : jambe.
- Gongonner : bougonner, grommeler.
- Gouilla : « un gouilla d'eau » plus grand qu'une flaque mais plus petit qu'une mare.
- Jargille (une) : quelqu'un (en général un enfant ou un animal) qui se tortille/gesticule tout le temps.
- Mâchurer : noircir, salir.
- Miladzeu ! : exclamation en début de phrase signifiant « Non d'une pipe ! » « Non de non ! ».
- Pampille : la fête.
- Pâté aux pommes : viennoiserie chausson-aux-pommes.
- Patère : ferrailleur, chiffonnier
- Petafiner : abîmer, gâcher.
- Piat : morceau de chiffon.
- Pichorgne : on dit de quelqu'un qu'il est pichorgneur lorsqu'il rechigne à manger, qu'il ne mange pas beaucoup.
- Prime : « j'ai pris une prime » avoir reçu une amende pour mauvais stationnement.
- Quinarelle : se dit d'une personne encline à pleurnicher (autrefois, la quinarelle était un dispositif solidaire d'un ballon de vogue. Ce petit instrument délivrait un son lancinant pendant tout le dégonflage du ballon). La quinarelle est le sifflet dans les jouets en caoutchouc.
- Quiner : couiner, chouiner. Les chatons nouveau-nés quinent.
- Regretteux (autre version de regretou) : quelqu'un de délicat qui éprouve facilement de la répugnance.
- Sampille (d'où le verbe sampiller) : guenille.
- Tabazo : tout fou-fou, toute fofolle.
- Tétareau : tête brûlée.
- Vogue : fête foraine.